# Lygistorrhinidae
Lygistorrhinidae – rodzina muchówek z podrzędu długoczułkich i infrarzędu Bibionomorpha. 

## Opis

Schemat użyłkowania skrzydła grzybiarkowatych. C – żyłka kostalna, Sc – żyłka subkostalna, od R1 i R5 – żyłki radialne, od M1 i M2 – żyłki medialne, CuA1 i CuA2 – żyłki anterokubitalne, h – żyłka barkowa

Muchówki o ciele długości od 3 do 5,5 mm i ubarwieniu od żółtego po ciemnobrązowe, czasem z przepasanym odwłokiem. Na głowie występują trzy przyoczka, z których środkowe jest wyraźnie mniejsze od bocznych. Długość smukłych czułków wynosi ⅔ długości tułowia z głową u samców oraz połowę długości tułowia z głową u samic. Zbudowane są one z trzonka, nóżki i 14-członowego biczyka. Aparat gębowy wykształcony jest w formie smukłego ryjka, który może mieć od ćwierci do połowy długości ciała. Warga dolna jest krótka, trójkątna, zaopatrzona w parę nieczłonowanych, smukłych, delikatnie oszczecinionych, osadzonych u nasady aparatu gębowego, ku szczytowi zwężonych głaszczków wargowych o długości ⅔ ryjka oraz parę dłuższych od nich i krócej oszczecinionych labelli. Podgębie jest nagie, przejrzyste i smukłe.
Tułów ma krótkie szczecinki na antepronotum, postpronotum i skutum. Delikatne szczecinki na tarczce ustawione są w nieregularny, poprzeczny rządek. Pleury tułowia są nagie z wyjątkiem gęstych rzędów dwukrotnie dłuższych niż na tarczce szczecin na silnie wystających laterotergitach. Skrzydła mają błonę gęsto porośniętą wyraźnymi, mikroskopowymi włoskami. Użyłkowanie skrzydła cechuje żyłka subkostalna co najwyżej w ⅓ tak długa jak pierwsza żyłka radialna, brak żyłki radialnej R2+3, zanikła żyłka medialna z wyjątkiem zewnętrznych ⅔ jej pierwszej i drugiej gałęzi, zanikłe nasadowe ¾ żyłki kubitalnej CuA1, słabo zaznaczona tylna żyłka kubitalna oraz krótka żyłka analna. Mniej lub bardziej wydłużona żyłka poprzeczna radialno-medialna ma przebieg skośny lub wzdłużny. 
Odwłok jest u nasady silniej przewężony niż u Keroplatoidea i ma bardzo krótki ósmy segment. U samicy charakteryzują go ponadto jednoczłonowe przysadki odwłokowe.

## Biologia i występowanie
Przedstawiciele rodziny występują od Japonii po Australię, Sri Lankę i Kamerun oraz w Amerykach: od stanu Wirginia po Brazylię.
Stadia rozwojowe jak i siedlisko ich rozwoju nie zostały dotychczas poznane.

## Systematyka
Lygistorrhinidae dawniej umieszczano jako podrodzinę Lygistorrhininae w obrębie grzybiarkowatcyh. Współcześnie klasyfikuje się je wraz z grzybiarkowatymi w nadrodzinie Mycetophiloidea.
Należą tu 33 współczesne, opisane gatunki, sklasyfikowane w 7 rodzajach oraz kilka rodzajów wymarłych:
- †Archaeognoriste Blagoderov et Grimaldi, 2004[5]
- Blagorrhina Hippa, Mattsson & Vilkamaa, 2005
- Gracilorrhina Hippa, Mattsson & Vilkamaa, 2005
- †Indorrhina Stebner et Grimaldi 2017[6]
- Labellorrhina Hippa, Mattsson & Vilkamaa, 2005
- †Lebanognoriste Blagoderov et Grimaldi, 2004[5]
- †Leptognoriste Blagoderov et Grimaldi, 2004[5]
- Loyugesa Grimaldi & Blagoderov, 2001
- Lygistorrhina Skuse, 1890
- Matileola Papp 2002
- †Palaeognoriste Meunier, 1904[6]
- †Parisognoriste Blagoderov et al. 2010[7]
- †Plesiognoriste Blagoderov et Grimaldi, 2004[5]
- †Protognoriste Blagoderov et Grimaldi, 2004[5]
- Seguyola Matile, 1990